# Оборона Чернигова
Оборона Чернигова — один из важнейших эпизодов западного похода монголов 1235—1242 годов и монгольского нашествия на Русь 1237—1241 годов, осада и взятие монголами столицы Черниговского княжества осенью 1239 года.

## Ход осады

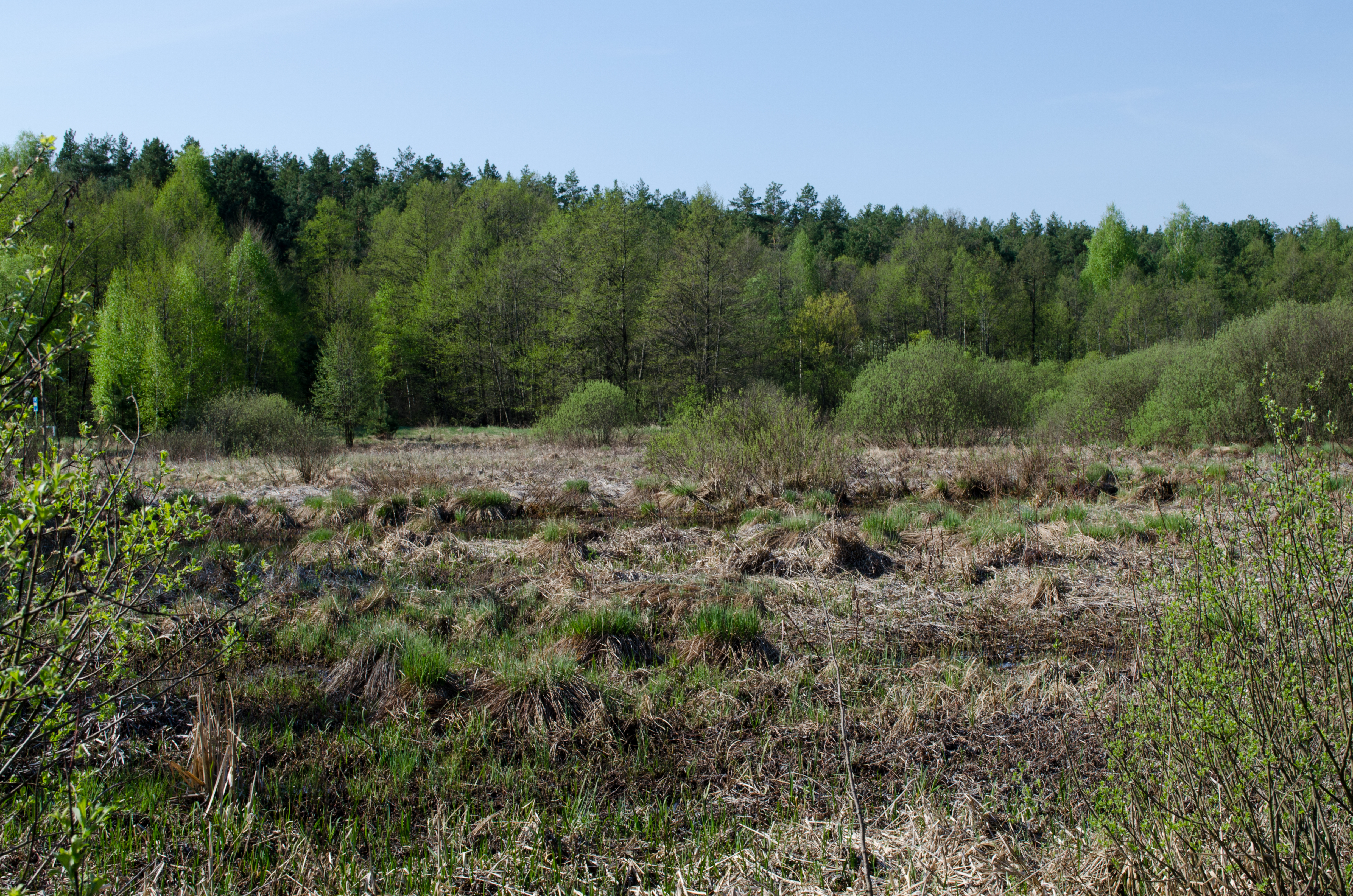
Одно из болот в окрестностях Чернигова (Бондаревское), наши дни